# Renato Vasconcellos
Renato Vasconcellos (Caratinga, 1959) é um pianista, compositor e arranjador brasileiro. Vive em Brasília desde 1974. É autor da Suíte Brasília, considerada o hino instrumental da cidade. Possui uma carreira nacional e internacional como pianista e educador musical.

## Biografia
Renato Vasconcellos nasceu em 13 de junho de 1959 em Caratinga, Minas Gerais. Filho de Jaire e Teresinha, o quinto de seis irmãos: Eduardo, Ana, Ricardo, Helena e Cristina.
Pode-se dizer que ele herdou a musicalidade da família. A família Vasconcellos é musical há pelo menos três gerações. Seu avô paterno Jonas era mestre de banda no Exército, e avó Marucha, bandolinista. Foi nesse ambiente musical que seu pai Jaire, um excelente pianista, conheceu a música e começou a desenvolver uma forma de tocar muito particular não registrado em gravação ou vídeo. Ele usava um efeito que tocava a dominante com a região metacarpal da mão, enquanto tocava a tônica oitavada com o polegar e o dedo mindinho para tocar o tango. Isso dava um efeito meio percussivo, uma nota não tão limpa mas, de acordo com Renato Vasconcellos, dava um swing impressionante. Como não tinha piano em casa, para compensar sua falta sempre havia muitos violões. Renato foi musicalizado no violão em casa pelos irmãos. Seus irmãos o ensinavam coisas básicas de acompanhamento, tudo com muita ênfase na percepção e pouco foco na escrita.
Sua mãe Teresinha tocava acordeon na juventude e herdou os dons musicais de seu pai Maia (avô materno de Renato) que tinha o costume de tocar tudo – ele era considerado o homem dos sete instrumentos.
Por conta dessa vivência musical familiar, os seus irmãos também têm uma forte ligação com a música. Eduardo, o mais velho, foi guitarrista da banda Analfabeatles, em Cabo Frio nos anos 60, seguiu outro rumo profissional, mas até hoje toca violão e guitarra.  Ana, que é juíza e desembargadora, participa de corais e toca violão. Ricardo é compositor, arranjador e professor na Escola de Música de Brasília, além de ser contrabaixista da Orquestra Sinfônica do Teatro Nacional Claudio Santoro. Helena reside nos Estados Unidos, onde se graduou, tem mestrado em Regência Coral e é Doutora em Educação Musical. A mais nova Cristina é cantora e vive em Brasília.

## Formação
Em 1974 sua família foi para Brasília, com 15 anos iniciou sua primeira instrução musical formal, na Escola de Música de Brasília. Ele nunca se dedicou ao estudo formal do piano, mas foi um estudo exploratório (como funciona o jazz, sua maior área de atuação): explorar o instrumento, atenção no que escutar, o que repetir, como refazer. Ele acredita que esse ambiente familiar foi um fator primordial na sua educação musical.
Em 1977 obteve a carteira da ordem dos músicos. Em 1978 ingressou na Universidade de Brasília (UnB) no curso de Ciências Sociais, cursou três semestres e depois fez outro vestibular para o curso de Música. Depois de mais três semestres abandonou a universidade e foi para Belo Horizonte iniciar sua carreira como músico profissional. Em 1994 voltou para a UnB e se formou depois de três anos e meio, em Educação Artística. Deu continuidade a seus estudos acadêmicos ingressando na Universidade de Louisville, em Kentucky (EUA) para um mestrado em Performance com ênfase em Piano Jazz, concluído em Dezembro de 2001.

## Carreira
Renato começou a tocar música instrumental com o guitarrista brasiliense Toninho Maya, no grupo Chakras que entre 1976 e 1980 tocava em bares e frequentemente nos “Concertos Cabeças”. Depois se mudou para Belo Horizonte-MG onde profissionalizou-se definitivamente, tocando piano, baixo, violão e até mesmo cantando. Voltou para Brasília um ano depois com mais experiência e conhecimento de produção musical e fundou o grupo Instrumental e Tal pioneiro na cena musical da cidade integrando sua música e a cenografia arrebatadora do artista plástico Wagner Hermuche. De 1984 a 1993 integrou a banda do cantor mineiro Beto Guedes, estrela do Clube da Esquina chegando a fazer 150 shows por ano pelo Brasil.
Como pianista, tocou com grandes nomes da música popular brasileira como Maria Bethânia, Simone, Zizi Possi, Leni Andrade, Beto Guedes , Carmem Costa, o trombonista Raul de Souza, o guitarrista Toninho Horta, o trompetista Márcio Montarroyos, e o saxofonista Nivaldo Ornelas.
Como arranjador, fez trabalhos para a Orquestra Sinfônica do Teatro Nacional Claudio Santoro, grupos de Música de Câmara, “Big Bands”, bandas de rock e MPB, mostrando seu amplo conhecimento e experiência musical nos mais variados estilos musicais. Ele também foi convidado pela Rede Globo para arranjar e dirigir a “Orquestra Canta Cerrado” em 1997.
Como diretor musical, podemos ver seu trabalho em inúmeros CDs coletâneas produzidas em Brasília como: “Brasília, uma Antologia Musical” (1990) para a Plural Discos; “Prêmio Renato Russo” (1998) produzido pela Secretaria de Cultura do DF; “Confraria de Canções” (1999) produzido pelo Banco do Brasil.
Como educador, ensinou no Curso Internacional de Verão da Escola de Música de Brasília (1996/1997/2002/2003) e no Festival de Inverno de Ouro Preto, organizado pela Universidade Federal de Minas Gerais (UFMG) em 1998, além de muitos workshops em Brasília, Belo Horizonte e Porto Nacional (TO).
Em abril de 2001, a convite do Liberal Studies Project da Universidade de Louisville, Kentucky (EUA), ele ministrou uma palestra chamada “Reflexões Brasileiras” apresentando um painel sobre a Música Brasileira e sua inserção na História do Brasil desde o seu descobrimento até os dias atuais. Em Kansas City, no mesmo ano, convidado pela Universidade do Missouri em Kansas (UMKC), fez workshops com alunos de piano, usando como recurso pedagógico a música brasileira e seus variados ritmos.
Em 2004, Renato ingressou como docente na Universidade de Brasília, lecionando harmonia, piano popular, percepção musical, orquestração e improvisação. Atualmente é coordenador de graduação e desenvolve o curso de bacharelado em Música Popular, implantado em 2011.
Em 2008 fez palestras sobre a Música Popular Brasileira, na Marshall University, West Virginia, EUA, como parte de um intercâmbio com a Universidade de Brasília.
Em 2010, atuou como professor convidado de janeiro a maio, na Universidade de Louisville, Kentucky, onde desenvolve agora, um curso de “Apreciação da Música Popular Brasileira” a distância, totalmente online, disponível para várias universidades conveniadas nos EUA e em outros países.